# Capital Letters
«Capital Letters» es una canción de la cantante estadounidense Hailee Steinfeld y el productor discográfico estadounidense BloodPop. Fue escrita por Steinfeld, BloodPop, Raye, Andrew Jackson, Ellie Goulding y Ely Weisfeld, con la producción a cargo de BloodPop y Benjamin Rice. La canción fue lanzada a través de Universal Studios y Republic Records el 12 de enero de 2018, como el segundo sencillo de la banda sonora de la película Fifty Shades Freed (2018).

## Antecedentes
La canción se reveló por primera vez cuando se publicó la lista de canciones de la banda sonora. El 10 de enero de 2018, Steinfeld bromeó la canción a través de Twitter con una vista previa de audio.

## Recepción de la crítica
Madeline Roth, de MTV News, escribió que la canción presenta un "ritmo de baile sintético", y sintió que "carece de rudeza" y en cambio "lo compensa con una emoción pura y de alto vuelo". Sam Damshenas de Gay Times opinó que la canción es "muy romántica", y la califica de "un fanático total". Monica Sisavat de PopSugar escribió que la canción es "extremadamente sexy" y "te tendrá de pie en cuestión de segundos". Shaun Kitchener de Daily Express se sintió decepcionado porque "no es la canción muy cantada de Jamie Dornan", pero aún la consideraba como "una gran pepita del pop". Mike Wass, de Idolator, describió las dos primeras canciones del álbum de la banda sonora como "profundos himnos de dormitorio", y considera que esta canción es "un himno obsceno y listo para el club".

## Posicionamiento en listas
| Listas (2018)                               | Mejor posición |
| ------------------------------------------- | -------------- |
| Australia (ARIA)                            | 32             |
| Austria (Ö3 Austria Top 40)                 | 24             |
| Bélgica (Flandes) (Ultratop 50)             | 27             |
| Bélgica (Valonia) (Ultratip Bubbling Under) | 4              |
| Canadá (Canadian Hot 100)                   | 69             |
| República Checa (Rádio Top 100)             | 50             |
| República Checa (Singles Digitál Top 100)   | 11             |
| Dinamarca (Tracklisten)                     | 34             |
| Francia (SNEP)                              | 21             |
| Alemania (Offizielle Deutsche Charts)       | 32             |
| Hungría (Single Top 40)                     | 9              |
| Hungría (Stream Top 40)                     | 19             |
| Irlanda (IRMA)                              | 38             |
| Países Bajos (Mega Single Top 100)          | 72             |
| New Zealand Heatseekers (RMNZ)              | 8              |
| Noruega (VG-lista)                          | 17             |
| Polonia (Polish Airplay Top 100)            | 6              |
| Portugal (AFP)                              | 31             |
| Escocia (Scottish Singles Sales Chart)      | 33             |
| Eslovaquia (Singles Digitál Top 100)        | 15             |
| España (Top 100 Canciones)                  | 95             |
| Suecia (Sverigetopplistan)                  | 42             |
| Suiza (Schweizer Hitparade)                 | 31             |
| Reino Unido (UK Singles Chart)              | 39             |
| Estados Unidos (Bubbling Under Hot 100)     | 12             |
| US Adult Pop Airplay (Billboard)            | 45             |

## Certificaciones
| País        | Organismo certificador | Certificación | Ventas certificadas | Ref.   |
| ----------- | ---------------------- | ------------- | ------------------- | ------ |
| Australia   | ARIA                   | 2× Platino    | 140 000             | [ 35 ] |
| Canadá      | Music Canada           | Platino       | 80 000              | [ 36 ] |
| Dinamarca   | IFPI Danmark           | Oro           | 45 000              | [ 37 ] |
| Alemania    | BVMI                   | Oro           | 200 000             | [ 38 ] |
| Italia      | FIMI                   | Oro           | 25 000              | [ 39 ] |
| Polonia     | ZPAV                   | Oro           | 25 000              | [ 40 ] |
| España      | PROMUSICAE             | Oro           | 30 000              | [ 41 ] |
| Reino Unido | BPI                    | Diamante      | 200 000             | [ 42 ] |